# Karl Friederichs (Zoologe)
Karl Paul Theodor Friederichs (* 13. Oktober 1878 in Wismar; † 21. Juni 1969 in Göttingen) war ein deutscher Zoologe, Entomologe und Kolonialbeamter.

## Leben
Karl Friederichs war ein Sohn des Kaufmanns Adolf Friederichs (1850–1903) und dessen Ehefrau Emilie, geborene Paulsen (1848–1893).
Er besuchte die Große Stadtschule in Wismar, studierte anschließend ab Oktober 1896 Rechtswissenschaft an den Universitäten München, Berlin und Rostock und legte im November 1900 die erste juristische Staatsprüfung ab. Von November 1900 bis Oktober 1901 leistete er als Einjährig-Freiwilliger Militärdienst. Ab Oktober 1901 studierte Karl Friederichs Naturwissenschaften  an den Universitäten Straßburg und Rostock und wurde 1905 in Rostock mit seiner Dissertation Untersuchungen über die Entstehung der Keimblätter und Bildung des Mitteldarms bei Käfern zum Dr. phil. promoviert. Anschließend war er bis August 1906 Volontär bei der Kaiserlich Biologischen Anstalt für Land- und Forstwirtschaft in Berlin-Dahlem, bis April 1907 Erster Assistent am Zoologischen Institut der Universität Tübingen und bis März 1908 Erster Assistent am Zoologischen Institut der Landwirtschaftlichen Hochschule Berlin. Von 1908 bis 1911 wirkte er für den Fischerei-Verein Brandenburg als Generalsekretär und wissenschaftlicher Berater und von 1911 bis 1912 als Entomologe am Tropeninstitut in Hamburg.
Im August 1912 wurde Karl Friederichs als Pflanzenpathologe in den Reichskolonialdienst übernommen und als Kolonialbeamter zunächst von Oktober 1912 bis Oktober 1913 in Samoa eingesetzt. Hier untersuchte er die für die örtliche Pflanzungswirtschaft gefährlichen Schädlinge, wie den Nashornkäfer als Schädling der Kokospalme und den Kakaokrebs als Krankheit des Kakaos und forschte nach Bekämpfungsmöglichkeiten. Von 1913 bis 1914 unternahm er im Auftrag des Reichskolonialamtes ausgedehnte Forschungsreisen in die östlichen Tropenländer, die Südsee und Afrika. Nach Ausbruch des Ersten Weltkriegs wurde er von Juli 1914 bis Herbst 1916 auf Madagaskar interniert, war bis 1917 in Gefangenschaft in Südfrankreich und wurde Ende 1917 an die Schweiz ausgeliefert. Im Juni 1918 wurde er nach Deutschland entlassen, wurde formal beim Reichskolonialamt in Berlin noch weiterbeschäftigt und habilitierte sich im Dezember 1918 in Rostock mit seiner Habilitationsschrift Studien über Nashornkäfer als Schädlinge der Kokospalme.
Ab Februar 1919 war er erster Privatdozent für Angewandte Zoologie und nahm die Lehrbefugnis an der Universität Rostock wahr. Das Reichskolonialamt beförderte Karl Friederichs 1920 zum Regierungs- und Ökonomierat und entließ ihn 1921 mit einer kleinen Pension. Im Juni 1921 wurde er auf eigenen Antrag zum nichtbeamteten außerordentlichen Professor/Titularprofessor mit Lehrauftrag für Angewandte Zoologie ernannt und führte unter Beurlaubung von der Universität Rostock von Juni 1921 bis September 1924 Schädlingsforschung und Schädlingsbekämpfung auf den Kaffeeplantagen in Java durch. Im Jahr 1926 gründete er das mit Reichsmitteln unterhaltene Entomologische Seminar der Universität Rostock, in dem er von Herbst 1927 bis 1939 als Mitdirektor und von 1939 bis 1941 als Direktor wirkte. Zwischenzeitlich wurde er 1927 Mitglied des Beirates des Internationalen Landwirtschaftlichen Instituts Rom und war von 1928 bis 1929 Gastprofessor an der University of Minnesota in Minneapolis.
Im Juli 1934 trat er als Mitglied dem NS-Lehrerbund und dem Opferring der NSDAP bei. Von 1941 bis 1945 wirkte Karl Friederichs als ordentlicher Professor für angewandte Zoologie und Direktor des Instituts für Angewandte Zoologie an der Reichsuniversität Posen. In seinem Ruhestand lebte Karl Friederichs in der Zeit nach 1945 später in Eschwege (Nordhessen) und in Göttingen.
Er war seit März 1913 mit Karla (* 1892), geborene Bastmann, verheiratet. Von den vier Kindern des Ehepaars sind später drei gefallen/gestorben.

## Ehrungen
- 1928	Auswärtiges Mitglied der Russischen Entomologischen Gesellschaft
- 1935	Mitglied Deutsche Akademie der Naturforscher Leopoldina
- 1937	Ehrenmitglied des Vereins amerikanischer Wirtschaftsentomologen
- 1952	Ehrenmitglied der Deutschen Gesellschaft für angewandte Entomologie
- 1954	Verleihung der Karl-Escherich-Medaille
- 1957	Ehrenvorsitzender der Deutschen Gesellschaft für angewandte Entomologie
- 1960	Ehrenmitglied der Zoologisch-botanischen Gesellschaft Wien
- 1963	Ehrenmitglied der Deutschen Entomologischen Gesellschaft

## Schriften (Auswahl)
- Untersuchungen über die Entstehung der Keimblätter und Bildung des Mitteldarms bei Käfern. In: Nova Acta Leopoldina. Band 85, Nr. 3, Halle 1906 (Digitalisat).In:
- Studien über Nashornkäfer als Schädlinge der Kokospalme. Bericht an das Reichs-Kolonialamt über eine 1913/14 im Auftrage ausgeführte Studienreise. In: Monographien zur angewandten Entomologie, Beihefte zur Zeitschrift für angewandte Entomologie, 4, Parey, Berlin 1919.
- Die Grundfragen und Gesetzmaeßigkeiten der land- und forstwirtschaftlichen Zoologie insbesondere der Entomologie. Band 1, Ökologischer Teil. Parey, Berlin 1930.
- Die Grundfragen und Gesetzmaeßigkeiten der land- und forstwirtschaftlichen Zoologie insbesondere der Entomologie. Band 2, Wirtschaftlicher Teil. Parey, Berlin 1930.
- Ökologie als Wissenschaft von der Natur oder biologische Raumforschung. Barth, Leipzig 1937 (Digitalisat).
- Die Selbstgestaltung des Lebendigen. Synoptische Theorie des Lebens als ein Beitrag zu den philosophischen Grundlagen der Naturwissenschaft. Reinhardt, München 1955.
- Lebensdauer, Altern und Tod in der Natur und im Menschenleben. Klostermann, Frankfurt am Main 1959.